# 레오나르도 발레르디
레오나르도 발레르디 로사(스페인어: Leonardo Balerdi Rosa, 1999년 1월 26일 ~ )는 아르헨티나의 축구 선수이다. 그의 포지션은 중앙 수비수로, 현재 프랑스 리그 1의 마르세유에서 활약하고 있다.

## 클럽 경력

### 보카 주니어스
발레르디는 2018년 8월 27일, CA 우라칸과의 아르헨티나 프리메라 디비시온 경기에서 보카 주니어스 데뷔전을 치렀다. 비록 보카 주니어스에서 5번 밖에 출전하지 못했지만 (경기장에서 총 450분), 발레르디의 활약은 아르헨티나 축구계를 강타했고 그는 빠르게 아르헨티나의 유망한 수비수로 급부상했다.

### 보루시아 도르트문트
2019년 1월, 발레르디는 보루시아 도르트문트와 4년 6개월 계약을 맺었다. 여러 아르헨티나 보도에 따르면, 도르트문트는 보카 주니어스에 이적료 €15M을 지불하기로 합의했다. 추가로 €2M의 보너스 옵션이 포함됐다.
2019년 12월 7일, 발레르디는 포르투나 뒤셀도르프와의 경기에서 78분에 교체로 들어가 도르트문트와 분데스리가 데뷔전을 치렀다. 몇 번의 교체 출전 후, 발레르디는 1899 호펜하임과의 2019-20 시즌 마지막 경기에서 첫 선발 출전하였다. 그는 65분에 토비아스 라슐과 교체됐고 도르트문트는 0-4로 패하였다.

#### 마르세유 (임대)
2020년 7월, 발레르디는 이적료 €15M으로 추정되는 완전 영입 옵션과 함께 마르세유와 1년 임대 계약을 맺었다.

### 마르세유
2021년 7월 3일, 발레르디는 마르세유와 5년 계약을 체결하며 완전 이적하였다.

## 국가대표팀 경력
2019년 9월 10일, 발레르디는 멕시코와의 친선 경기에서 아르헨티나 축구 국가대표팀 데뷔전을 치렀다. 그는 83분에 루카스 마르티네스 콰르타와 교체 투입되었다.

## 수상 내역
마르세유
- 트로페 데 샹피옹 준우승: 2020